# Oklahoma Army National Guard
La Oklahoma Army National Guard è una componente della Riserva militare della Oklahoma National Guard, inquadrata sotto la U.S. National Guard. Il suo quartier generale è situato presso la città di Oklahoma City.

## Organizzazione
Attualmente, al 1 Gennaio 2022, sono attivi i seguenti reparti :

### Joint Forces Headquarters
- JFHQ, Army Element
- Medical Detachment
- Recruiting & Retention Battalion
- 63rd Civil Support Team (WMD)

### 45th Infantry Brigade Combat Team
- Headquarters & Headquarters Company - Norman
- 1st Battalion, 179th Infantry Regiment
  -  Headquarters & Headquarters Company - Stillwater
  -  Company A - Edmond
  -  Company B - Enid
  -  Company C - Edmond
  -  Company D (Weapons) - Ponca City
- 1st Battalion, 279th Infantry Regiment
  -  Headquarters & Headquarters Company - Sand Springs
  -  Company A - Sand Springs
  -  Company B - Vinita
  -  Company C - Sapulpa
  -  Company D (Weapons) - Claremore
- 2nd Battalion, 134th Infantry Regiment (Airborne) - Nebraska Army National Guard
- 1st Squadron, 180th Cavalry Regiment
  -  Headquarters & Headquarters Troop - McAlester
  -  Troop A (Mounted) - Durant
  -  Troop B (Mounted) - Poteau
  -  Troop C (Dismounted) - Ardmore
- 1st Battalion, 160th Field Artillery Regiment
  -  Headquarters & Headquarters Battery - Chandler
  -  Battery A - Shawnee
  -  Battery B - Holdenville
  -  Battery C - Fort Sill
- 545th Brigade Engineer Battalion
  -  Headquarters & Headquarters Company - Norman
  -  Company A - Broken Arrow
  -  Company B
  -  Company C (Signal)
  -  Company D (-) (Military Intelligence)
    - Detachment 1 (TUAS) - Lexington - Equipaggiato con 4 RQ-7 Shadow
- 700th Brigade Support Battalion
  -  Headquarters & Headquarters Company - Norman
  -  Company A (DISTRO)
  -  Company B (Maint)
  -  Company C (MED) - Oklahoma City
  -  Company D (Forward Support) (Aggregata al 1st Squadron, 180th Cavalry Regiment) - McAlester
  -  Company E (Forward Support) (Aggregata al 1st Battalion, 179th Infantry Regiment) - Stillwater
  -  Company F (Forward Support) (Aggregata al 1st Battalion, 279th Infantry Regiment) - Sand Springs
  -  Company G (Forward Support) (Aggregata al 1st Battalion, 160th Field Artillery Regiment) - Chandler
  -  Company H (Forward Support) (Aggregata al 545th Brigade Engineer Battalion) -
  - Company I (Forward Support) - Nebraska Army National Guard

### 45th Field Artillery Brigade
- Headquarters & Headquarters Battery
- 205th Signal Network Company - Mustang
- 1st Battalion, 158th Field Artillery Regiment (HIMARS)
  -  Headquarters & Headquarters Battery - Fort Sill AFRC
  -  Battery A - Equipaggiato con 8 M-142 HIMARS
  -  Battery B - Equipaggiato con 8 M-142 HIMARS
  -  120th Forward Support Company - Altus
- 4th Battalion, 133rd Field Artillery Regiment (HIMARS) - Texas Army National Guard
- 2nd Battalion, 123rd Field Artillery Regiment (M777) - Illinois Army National Guard
- 1st Battalion, 178th Field Artillery Regiment (PALADIN) - South Carolina Army National Guard
- 271st Brigade Support Battalion
  -  Headquarters & Headquarters Company - Mustang
  -  Company A (DISTRO)
  -  Company B (Maint)
  -  Company C (MED)

### 90th Troop Command
- * Headquarters & Headquarters Company
- 145th Army Band
- 145th Mobile Public Affairs Detachment
- Aviation Support Facility #1 - General Muldrow AHP, Lexington
- Aviation Support Facility #2 - Tulsa International Airport
- 1st Battalion, 245th Aviation Regiment (Airfield Operations) - Sotto il controllo operativo del 204th Theater Airfield Operations Group, Louisiana Army National Guard
  -  Headquarters & Headquarters Company
  -  Airfield Management Element
  -  Company A (ATS)
- 2nd Battalion, 245th Aviation Regiment (Fixed Wing)
  -  Headquarters & Headquarters Company
  - Company A(-), Rhode Island Army National Guard
  - Company B(-), Georgia Army National Guard
  -  Company C (-)  - Equipaggiata con 1 C-12U 
  - Detachment 46, Operational Support Airlift Command
- Company C, 1st Battalion, 244th Aviation Regiment (Assault Helicopter) - Equipaggiata con 10 UH-60L 
  - Detachment 1, HHC, 2nd Battalion, 244th Aviation Regiment (Assault Helicopter)
  - Detachment 1, Company D, 2nd Battalion, 244th Aviation Regiment (Assault Helicopter)
  - Detachment 1, Company E, 2nd Battalion, 244th Aviation Regiment (Assault Helicopter)
- Detachment 1, Company B, 2nd Battalion, 149th Aviation Regiment (General Support) - Equipaggiata con 6 CH-47F 
  - Detachment 2, HHC, 2nd Battalion, 149th Aviation Regiment (General Support)
  - Detachment 2, Company D, 2nd Battalion, 149th Aviation Regiment (General Support)
  - Detachment 2, Company E, 2nd Battalion, 149th Aviation Regiment (General Support)
- Detachment 1, Company C (MEDEVAC), 1st Battalion, 169th Aviation Regiment (General Support) - Lexington - Equipaggiata con 4 HH-60L 
  - Detachment 4, Company D, 2nd Battalion, 16th Aviation Regiment (General Support)
  - Detachment 4, Company E, 2nd Battalion, 169th Aviation Regiment (General Support)
- Detachment 1, Company C, 3rd Battalion, 140th Aviation Regiment - Equipaggiata con 4 UH-72A
- Company B (-) (AVIM), 834th Aviation Support Battalion
- Company A (DISTRO), 777th Aviation Support Battalion
- 120th Engineer Battalion
  -  Headquarters & Headquarters Company - Broken Arrow
  -  Forward Support Company - Broken Arrow
  -  120th Area Support Medical Company
  -  1220th Engineer Company (Horizontal Construction)
    - 1120th Engineer Detachment (Asphalt)

  -  2120th Engineer Company (Vertical Construction)
  -  3120th Engineer Support Company
  - 270th Engineer Detachement (Survey & Design)
- 345th Combat Sustainment Support Battalion
  -  Headquarters & Headquarters Company
  -  1245th Transportation Company (Medium Truck, PLS)
  -  745th Military Police Company

### Camp Gruber Training Center
- Headquarters & Headquarters Company - Braggs